# Хлебен мухъл
Хлебният мухъл или плесен (Penicillium) е биологичен род от царство гъби, представителите на който се развиват като мека синьо-зелена повърхност върху влажен хляб, зеленчуци, тор и други органични хранителни вещества. Мицелът им представлява силно разклонена клетка с много ядра. Над субстрата, върху който са се развили, се издигат вертикални хифи, наречени конидионосци. На края им се образуват редици от спори, наричани конидиоспори. Когато спорите узреят, те се откъсват от стеригмите, върху които са закрепени към конидионосците с помощта на въздушни течения. По този начин безброй спори се пренасят във въздуха.
Пеницилиум включва следните видове:
- Penicillium notatum, произвеждащ антибиотика Пеницилин;
- Penicillium glaucum, използван при производството на италианското сирене горгонзола;
- Penicillium candida, използван при производството на френските сирена бри и камамбер;
- Penicillium roqueforti, използван при производството на сирената рокфор и датско синьо;
- Penicillium marneffei, паразит.